# Praga LN
So, wie der Praga AN ein Lieferwagen auf dem Fahrgestell des Praga Alfa war, war der Praga LN (Lady Nakladny) ein Nutzfahrzeug auf dem Fahrgestell des Mittelklassewagens Praga Lady, dessen Rücksitzbank durch einen Laderaum ersetzt war.

## Varianten
Es werden zwei Varianten unterschieden:
LN, 1. und 2. Serie: Der Wagen hatte den Motor des Praga Piccolo Ser.21 von 1932. Das Fahrzeug kostete 37.500 Kronen. 1932–33 entstanden 350 Stück.
LN, 3.–5. Serie: Der Wagen hatte den Motor des Praga Lady, es entstanden 300 Stück 1938 und 400 Stück 1940.

## Technische Daten
Nachfolgend eine Übersicht über die technischen Daten der einzelnen Varianten:
| Typ          | leer (t) | Länge (m) | Breite (m) | Radstand (m) | Zylinder | cm³  | PS | km/h | Nutzlast (t) |
| ------------ | -------- | --------- | ---------- | ------------ | -------- | ---- | -- | ---- | ------------ |
| LN, 1. Serie | 0,92     | 4,435     | 1,72       | 3,00         | 4        | 1447 | 28 | 60   | 1,0          |
| LN, 2. Serie | 0,9      | 4,585     | 1,82       | 3,00         | 4        | 1447 | 28 | 60   | 1,0          |
| LN, 3. Serie | 1,125    | 4,585     | 1,72       | 3,00         | 4        | 1660 | 35 | 70   | 1,0          |
| LN, 4. Serie | 1,125    | 4,805     | 1,75       | 3,00         | 4        | 1660 | 35 | 70   | 1,0          |
| LN, 5. Serie | 1,145    | 4,805     | 1,75       | 3,00         | 4        | 1660 | 35 | 70   | 1,0          |